# Лака артиљерија
Лака артиљерија је врста артиљерије мање тежине и калибра, а веће покретљивости и брзине ватре од обичне артиљерије.
У земаљској артиљерији ту спадају топови до 90 mm калибра, хаубице до 105 и минобацачи до 82 mm. У противавионској артиљерији јединице лаке артиљерије чине аутоматски топови калибра 20-59 mm. У бродској артиљерији ту се убрајају топови 20-76 mm велике брзине гађања.